# Ян Бадовський
Ян Бадовський (1539–1608) — шляхтич, козацький гетьман.
Січ стає поняттям збірним у 80-х роках XVI ст. Перша королівська реформа у Речі Посполитій припала на 1571 рік (король — Сігізмунд ІІ Август). Організовував козацьке військо виконувач обов'язків великого коронного гетьмана Єжи Язловецький, замінивши 1572 року над Військом Запорозьким Валентія Ольшовицького (першого гетьмана і старшого реєстровців) на Яна Бадовського.
| Попередник ? |  | Гетьман України 1572 |  | Наступник ? |